# Nictímene
Nictímene va ser, segons la mitologia grega, una filla del rei de Lesbos Epopeu o, segons una altra tradició, filla d'un rei d'Etiòpia anomenat Nicteu. D'una bellesa extraordinària, va ser perseguida i violada pel seu pare i ella, avergonyida, va fugir al bosc, on Atena se'n va compadir i la va transformar en òliba comuna. Per això, aquest ocell s'amaga de la llum i només surt de nit. Aquesta història l'explica Ovidi a Les Metamorfosis (II, 589-595) i Higini en les Faules (204).